# План Дауэса

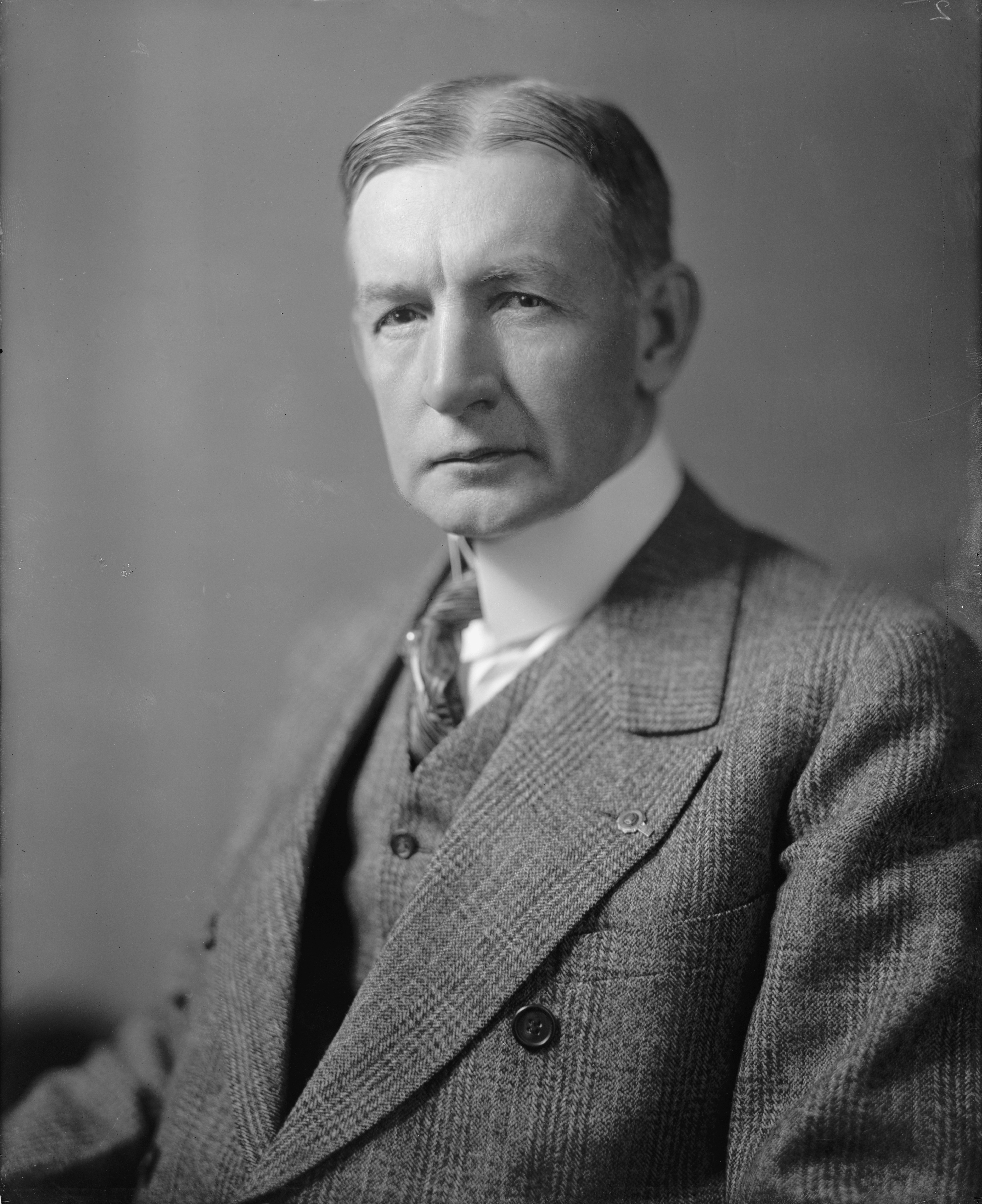
Бывший вице-президент США Чарльз Гейтс Дауэс

План Дауэса (англ. Dawes Plan) от 16 августа 1924 года установил новый порядок репарационных выплат Германией после Первой мировой войны (наложенных в рамках Версальского договора) — так, чтобы их размер соответствовал экономическим возможностям Веймарской республики. Чтобы помочь немецкой экономике, по плану Дауэса Германии одновременно предоставлялся международный заём.

## Разработка
Разработка плана была связана с кризисом 1923 года, когда после оккупации франко-бельгийскими войсками Рурского региона в Веймарской республике произошла попытка государственного переворота. После этих событий США и Великобритания решили оттеснить Францию от решения германского вопроса, пользуясь её финансовой зависимостью от них.
30 ноября 1923 года Комиссия по репарациям приняла решение о создании международного комитета экспертов под председательством Чарльза Дауэса. Эксперты приступили к работе 14 января и представили свой проект 9 апреля. Договор был подписан 16 августа 1924 года в Лондоне (Лондонская конференция 1924 года) и вступил в силу 1 сентября 1924 года. Его реализация стала возможной лишь после преодоления в Германии инфляции и привела Веймарскую республику в её период расцвета — «золотые двадцатые».
Реализованный прежде всего под давлением США и благодаря политике Густава Штреземана план Дауэса обеспечил восстановление экономики Германии. Благодаря этому плану Веймарская республика стала способна выплачивать репарации. Державы-победительницы смогли вернуть полученные от США военные кредиты. План Дауэса стал одним из первых успехов во внешней политике послевоенной Германии, придавший новый импульс отношениям США и Европы.
Планом Дауэса устанавливалось, что в 1924 году Германия выплачивает репарации на сумму в 1 млрд золотых марок. К 1928 году размер выплат должен достичь 2,5 млрд. Однако общая сумма репарационных платежей и крайние сроки их уплаты установлены так и не были. Благодаря защищённым траншам, риски, связанные с закупкой валюты, ложились на получателя, что способствовало стабильности рейхсмарки. Организация выплат была поручена Сеймуру Паркеру Гилберту.
Важной составляющей плана Дауэса был начальный заём в размере 800 млн золотых марок. До 1929 года преимущественно из США в Германию поступило кредитов на сумму в 21 млрд марок. Поэтому за первый год реализации плана Дауэса Германии пришлось самостоятельно выплатить лишь 200 млн золотых марок. Планом также отменялась политика обеспечения «продуктивных залогов», благодаря чему завершилась оккупация Рурского региона. Так французская доктрина «экономических репрессий против Германии» сменилась англо-американской концепцией «восстановления германской экономики», что в результате привело не только к подъему в экономике, но и к выходу Веймарской республики из международной изоляции.
Репарации выплачивались из непосредственно перечисляемых таможенных и налоговых поступлений, а также за счёт процентов и погашения облигаций промышленности в размере 16 млрд золотых марок. Для обеспечения выплат Рейхсбанк и Имперские железные дороги были поставлены под международный контроль.
29 августа 1924 года рейхстаг ратифицировал план Дауэса.

## Последствия
Это временное урегулирование не нравилось ни немцам, ни французам, однако в течение следующих пяти лет репарации и в самом деле выплачивались. Затем состоялась еще одна конференция — новые препирательства, новые обвинения, новые требования, новые попытки от них уклониться. В этот раз, снова под американским председательством, стороны выработали план Юнга. Вскоре на Европу обрушилась Великая депрессия. Немцы заявили, что не могут больше платить. В 1931 г. президент Гувер наложил двенадцатимесячный мораторий на выплату репараций. В 1932-м на последней конференции в Лозанне все обязательства были обнулены.